# 攀桂坊历史文化街区
攀桂坊历史文化街区是中国江西省南丰县古城内的四个历史文化街区之一
。街区范围南至人民路与盱江东路历史文化街区相邻，西到建设路，与望仙桥历史文化街区相邻。。街区保护范围面积6.04公顷，建设控制地带面积4.66公顷，核心保护范围面积1.38公顷。

## 文物保护单位
以下为攀桂坊历史文化街区范围内的各级文物保护单位：
| 琴城镇朱家大屋   | 361023-4-3-009 | 古建筑 | 清 | 琴城镇人民路上朱家巷2号 |  |
| 五帝巷刘氏大夫第 | 361023-4-3-012 | 古建筑 | 清 | 琴城镇人民路五帝巷4号   |  |